# Leo Tandrup
Leo Tandrup (født 13. marts 1935 i Horsens, død 11. juni 2023) var en dansk historiker og kunsthistoriker med fokus på eksistensen, mentalitets-, kultur- og kunsthistorie. Han var bosiddende i Horsens og gift med kunsthistoriker mag.art og forfatter Gitte Tandrup.

## Karriere
Leo Tandrup var ansat som lektor ved Århus Universitets humanistiske fakultet på Institut for Historie i 37 år fra 1968-2005. Han blev dr.phil i 1979 på et værk om Christian 4. og hans rigsråds udenrigspolitik (Mod Triumf eller Tragedie I-II). 
Tandrup har fungeret som foredragsholder og har gennem årene deltaget særdeles aktivt i samfundsdebatten med en lang række artikler i bl.a. Kristeligt Dagblad og Kunstavisen om især kunst og det moderne menneskes livsvilkår. 
I 2013 udgav Tandrup, efter ti års målrettet arbejde, hovedværket Det Oprejste Menneske I-III, som han selv beskriver som kulminationen på sin forskning. I det ambitiøse værk skildres den menneskelige udvikling fra huleboerne til nutiden gennem talrige analyser af kunstværker. I sit arbejde har Tandrup lagt vægt på at forene kunst og videnskab samt at skabe en syntese af det gode, det sande og det skønne, som ifølge Tandrup bør tilstræbes, hvis man ønsker at formidle noget af vigtighed på en loyal måde overfor både læseren, men også i forhold til det materiale, man arbejder med. Tandrup argumenterer i den sammenhæng for en traditionsbevidst skabelsesproces.

## Forfatterskabets grundlag
Leo Tandrups tænkning og arbejde er rodfæstet i den historiske materialisme og stærkt inspireret af antik tænkning blandt andet den græske naturfilosofi, tysk idealisme og den moderne tids organismetænkning herunder især den tyske historiefilosof Oswald Spengler.
I sine værker udfolder Tandrup en civilisations- og kunstkritik, hvor udgangspunktet er en grundlæggende skelnen mellem begreberne civilisation og kultur. Ifølge Tandrup kan verdenshistorien forstås som en cyklisk proces, hvor opgangsperioder (kultur) bliver afløst af nedgangsperioder (civilisation). Tandrup anvender Spenglers betegnelse "den faustiske kultur" efter Goethes Faust, men er kritisk overfor Spenglers deterministiske syn på civilisationen som "kulturens mumie".
Tandrup mener modsat Spengler, at der trods alt er grøde i civilisationen, hvor kulturen er mere eller mindre intakt. Derved er der mulighed for menings- og kulturskabende handlinger fra det enkelte menneske og måske grupper af mennesker.
Håbet for det moderne menneske om en bedre fremtid (kultur) findes ifølge Tandrup først og fremmest i kunsten og ikke ved vores politikere, da disse har overgivet sig til kapitalen, og de kan derfor kun levere forstandig tænkning uden fornuftens frugtbare perspektiv. Men kunsten er selv dybt presset, da den som alt andet er et produkt af sin tid, hvilket har medført en stærk æstetiserende tendens, som er særlig tydelig efter 1945 - postmodernitetens tidsalder. Idealet om triumviratet af det gode, det sande og det skønne er ude af erindringen, og i dag dyrkes kunsten ofte udelukkende for kunstens egen skyld; som l´art pour l´art.
Leo Tandrups brug af bevidsthedsbegrebet - det ubevidste, glemsel, erindring og fortrængning - skal forstås i en traditionel kulturkritisk tradition, og Freud spiller således en rolle i hans tænkning. Tandrups kunst- og civilisationskritik bliver udfoldet gennem en lang række analyser af enkeltstående kunstværker, der bidrager til forståelse af både fortiden men også nutiden. Den kulturhistoriske tilgang er inspireret af Arnold Hauser og hans værk "Kunstens og Litteraturens socialhistorie". 
Andre væsentlige inspirationskilder i forfatterskabet er Jesus (menneskesønnen), Giambattista Vico, Goethe, Nietzsche og danskere som litteraturkritikeren Georg Brandes, kunsthistorikeren Julius Lange og religionshistorikeren Vilhelm Grønbech.
Leo Tandrups senere bøger viser en levende interesse for nutidens religiøse kunst, da han ser en mulighed for kulturel opblomstring gennem en nytolkning af den kristne tradition og det kristne formsprog.

## Kritik af forfatterskabet
Leo Tandrup har deltaget aktivt i samfundsdebatten, hvor det til tider har gået hedt for sig - delvist grundet i Tandrups polemiske stil. Han er blevet kaldt præst, psykologiserende, moralist og af sine fagkollegaer kritiseret for at have en overdreven subjektiv tilgang til historiefaget.
Tandrups kritiske syn på postmoderniteten er blevet mødt med skepsis fra moderne kunstkritikere, der i stedet fremhæver det sunde i pluralismen og individualismen, der kan ses som en modsvar til den dominerende patriarkalske og kapitalistiske ideologi, som har præget Vesten de sidste mange århundreder. To af Tandrups centrale kritikpunkter omhandlende den manglende traditionsbevidsthed i den såkaldte pluralisme (tolerance er et afslørende civilisatorisk ord for Leo Tandrup) og den økonomisk betingede eksistentielt atomiserende og fremmedgørende ensomhed i den såkaldte individualisme er grundlæggende forblevet ubesvaret af hans kritikere.

## Tillidshverv
Leo Tandrup stiftede i 2005 kunstnergruppen Fufo (Future-fortid).
I 2012 blev Leo Tandrup valgt ind i Vor Frelser sogns menighedsråd i Horsens, efter at han allerede i 2008 havde kritiseret et større kunstnerisk renoveringsprojekt af Vor Frelsers Kirke for manglende demokratisk indflydelse. Samarbejdet med menighedsrådet blev kortvarigt, da Tandrup udmeldte sig efter uenighed om et planlagt kunstprojekt i kirken.

## Forfatterskab
- Svensk Agent ved Sundet. 1971
- Mod Triumf eller Tragedie I-II. 1979
- Ravn I-II. 1979
- Lyseslukkerne og Stjernekasterne. 1981
- Drømmen om kærligheden og kejsertronen. 1984
- Folkedrabet. 1987
- Den Prostituerede Muse. 1987
- Christian IV i liv og kærlighed. 1988
- Michelangelo - skønhedens gru. 1993.
- På sporet af Michelangelo. 1994
- Mefisto´s Mareridt. Guds Forødte hus. 1997
- Et hug i brystet. 1998
- Op Igen. 2000
- Idioten og Stjernedyret. 2001
- Samtaler på en bjergtop. 2002
- Næbdyret og hr. ingenting. 2003
- To mennesker mødes. 2008
- Kunstens Kald. 2010
- Det Oprejste Menneske I-III. 2012
- Sorgens scene. 2013
- Hvid - Sort - Rød. Carsten Frank i kunst og liv. 2015
- Come on - selv i Tolvte Omgang - Kunstens kamp på liv og død for menneskets og klodens fremtid. 2017

## Festskrifter
Der er blevet udgivet to festskrifter for Leo Tandrup:
I anledning af 70-års-dag: Hvad er en stjerne. 2005
I anledning af 60-års-dag: Havkat mellem hav og himmel. 1995